# 萧由
萧由（?—?），字子骄，东海郡兰陵县（今山东兰陵县西南）人，迁居杜陵（今陕西西安东南）。西汉官员。萧望之之子，萧育、萧咸的兄弟。

## 生平
汉成帝时，萧由为丞相西曹、卫将军掾，转任谒者、出使匈奴副校尉。举贤良，历任定陶令、太原都尉、安定郡太守，治郡有好的名声。因早年担任定陶令时，曾得罪过定陶王刘欣，刘欣即位为汉哀帝，免萧由为庶人。汉平帝时为复土校尉，历任京辅左辅都尉、江夏郡太守。因镇压“江贼”成重等人的农民起义有功，增秩为陈留郡太守，征召为大鸿胪。因病免官，后拜中散大夫，在官任上去世。

## 亲属
- 父亲：萧望之
- 母亲：□氏
- 妻子：□氏
- 大哥：萧伋
- 二哥：萧育
- 三哥：萧咸